# David S. Goyer
David Samuel Goyer (n. 22 decembrie 1965, Ann Arbor, Michigan, SUA) este un scenarist american, regizor, romancier și autor de benzi desenate.

## Filmografie

### Scenarist

#### Filme
- Death Warrant (1990)
- Kickboxer 2: The Road Back (1991)
- Demonic Toys (1992)
- Arcade (1993)
- Dollman vs. Demonic Toys (1993)
- The Puppet Masters (1994)
- The Crow: City of Angels (1996)
- Dark City (1998)
- Blade (1998)
- ZigZag (2002)
- Blade II (2002)
- Blade: Trinity (2004)
- Puppet Master vs Demonic Toys (2004)
- Batman Begins (2005)
- Jumper (2008)
- The Dark Knight (2008) povestea
- The Unborn (2009)
- Ghost Rider: Spirit of Vengeance (2012) povestea
- The Dark Knight Rises (2012) povestea
- Man of Steel (2013)
- Godzilla (TBA)
- The Invisible Man (2012)

#### Televiziune
- Sleepwalkers episodul "Pilot"
- Nick Fury: Agent of Shield (1998)
- FreakyLinks episodul "Subject: Fearsum" (2000)
- Threshold episodul "Trees Made of Glass: Part 2" (2005)
- Blade: The Series episoadele "Pilot," "Death Goes On," "Descent," "Bloodlines," "The Evil Within," "Delivery," "Sacrifice," "Turn of the Screw," "Angels & Demons," "Hunters," "Monsters" și "Conclave" (2006)
- FlashForward co-scriitor (împreună cu Brannon Braga) al episoadelor "No More Good Days," "White To Play," "137 Sekunden," "A561984" și "The Garden of Forking Paths" (2009-2010)
- Da Vinci's Demons episoadele 1, 2, 4 și 8 (2012)
- Constantine, 2014
- Fundația (2021)

#### Jocuri video
- Call of Duty: Black Ops (2010)

#### Romane
- Heaven's Shadow (2011)
- Heaven's War (2012)
- Heaven's Fall (2013)

### Regizor
- ZigZag (2002)
- Blade: Trinity (2004)
- Threshold episodul "Trees Made of Glass: Part 1" (2005)
- The Invisible (2007)
- The Unborn (2009)
- FlashForward episodul pilot "No More Good Days" și episodul "White To Black" (2009)

### Producător
- Kickboxer 2: The Road Back (1991)
- Sleepwalkers (1997–1998)
- Mission to Mars (2000)
- Blade II (2002)
- Threshold (2005)
- Blade: The Series (2006)
- Ghost Rider (2007)
- FlashForward (2009)
- Ghost Rider: Spirit of Vengeance (2012)
- Da Vinci's Demons (2012)